# Mateusz Damięcki

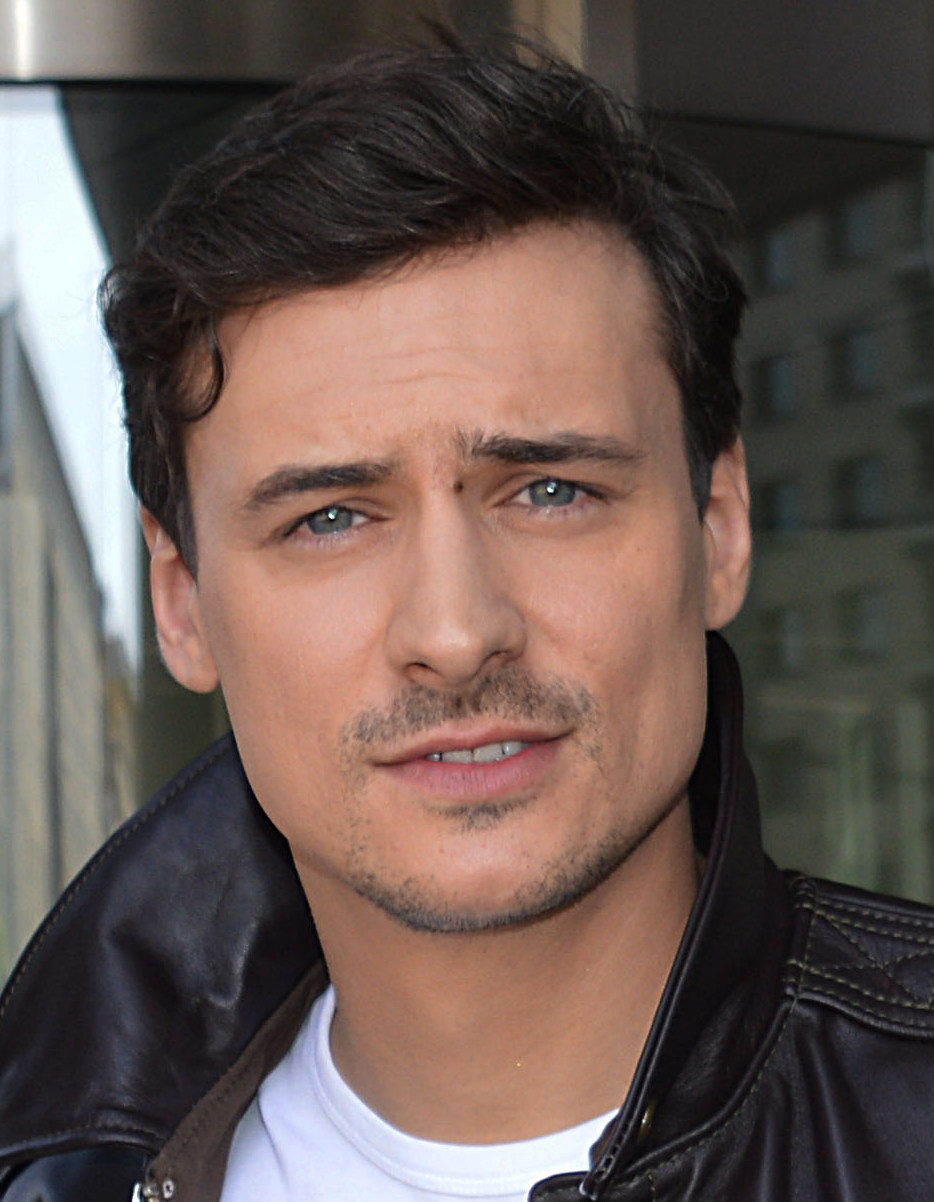
Mateusz Damięcki (2017)

Mateusz Dobiesław Damięcki (* 19. Mai 1981 in Warschau) ist ein polnischer Filmschauspieler.

## Leben
Mateusz Damięcki wurde 1981 in Warschau geboren. Auch sein Vater Maciej Damięcki und sein Onkel Damian Damięcki sind Schauspieler, ebenso waren seine Großmutter Irena Górska-Damięcka und sein Großvater Dobiesław Damięcki in diesem Beruf tätig. Er selbst ist Absolvent der Aleksander-Zelwerowicz-Theaterakademie Warschau.
Sein Debüt auf der großen Leinwand gab er im Alter von zwölf Jahren in dem Film Lowca. Ostatnie starcie (auch The Hunter. The Last Battle) in der Rolle von Janik. Im Jahr 1998 hatte Damięcki in Matki, żony i kochanki seine ersten Auftritte in einer Fernsehserie. Im Juni 2005 kam Karol – Ein Mann, der Papst wurde in die polnischen Kinos, in dem er in der Rolle von Wiktor Milosz zu sehen war. Ab diesem Jahr trat er auch in den Fernsehserien Oficer und Egzamin z życia auf und ab 2008 in 44 Folgen von Teraz albo nigdy! Hiernach übernahm Damięcki vermehrt auch Filmrollen. Im März 2009 wurde Kochaj i tancz vorgestellt, in dem er neben Izabella Miko in einer der beiden Hauptrollen zu sehen war.
In dem im November 2011 in den deutschen Kinos gestarteten Holocaustdrama Die verlorene Zeit von Anna Justice war er in der Hauptrolle von Tomasz Limanowski zu sehen. In dem Actionfilm Furioza von Cyprian T. Olencki spielt er in einer der Hauptrollen ein Mitglied einer Gruppe polnischer Hooligans.

## Filmografie (Auswahl)
- 1994: Lowca. Ostatnie starcie
- 1996: Przygody Joanny
- 1998: Matki, żony i kochanki (Fernsehserie, 10 Folgen)
- 2000–2019: Teatr Telewizji (Fernsehserie, 6 Folgen)
- 2000: Die russische Revolte (Russkiy bunt)
- 2001: Przedwiosnie
- 2003–2021: Na dobre i na zle (Fernsehserie, 97 Folgen)
- 2005: Karol – Ein Mann, der Papst wurde (Karol, un uomo diventato Papa)
- 2005: Oficer (Fernsehserie)
- 2005: 1409. Afera na zamku Bartenstein
- 2005–2008: Egzamin z życia (Fernsehserie, 73 Folgen)
- 2006: Krótka histeria czasu
- 2008: Spryciarze
- 2008: Czarny
- 2008–2009: Teraz albo nigdy! (Fernsehserie, 44 Folgen)
- 2008: Ego
- 2009: Kochaj i tancz
- 2011: Chichot losu (Fernsehserie, 13 Folgen)
- 2011: Die verlorene Zeit
- 2013–2014: Na krawedzi (Fernsehserie, 15 Folgen)
- 2014: Sama slodycz (Fernsehserie, 13)
- 2015: Kak ya stal russkim  (Fernsehserie, 20 Folgen)
- 2017–2019: Ultraviolet (Fernsehserie, 4 Folgen)
- 2017–2020: W rytmie serca (Fernsehserie, 72 Folgen)
- 2018: Serce nie sluga
- 2018: Liebe ist alles (Miłość jest wszystkim)
- 2021: Lokal zamkniety
- 2021: Przyjaciólki (Fernsehserie, 15 Folgen)
- 2021: Furioza